# Doriane Escané
Doriane Escané (* 8. Januar 1999 in Perpignan) ist eine französische Skirennläuferin. Sie ist auf die Disziplinen Riesenslalom und Slalom spezialisiert.

## Biografie
Escané stammt aus Font-Romeu im Département Pyrénées-Orientales und ließ sich später in Courchevel nieder. Ab Januar 2016 nahm sie an FIS-Rennen teil, einen Monat später wurde sie französische Slalom- und Riesenslalom-Meisterin der Kategorie U18. Nachdem sie zu Beginn der Saison 2016/17 vier FIS-Rennen in Folge gewonnen hatte, folgte am 15. Dezember 2016 der erste Einsatz im Europacup. Erstmals in die Punkteränge fuhr sie am 30. Januar 2017 in der Kombination von Châtel. Beim Europäischen Olympischen Jugendfestival Mitte Februar 2017 in Erzurum gewann sie die Silbermedaille im Riesenslalom. Zum Abschluss der Saison folgten drei weitere französische Juniorenmeistertitel der Kategorie U18 in den Disziplinen Super-G, Riesenslalom und Slalom.
Ihr Debüt im Weltcup hatte Escané am 6. Januar 2018 im Riesenslalom von Kranjska Gora, den sie auf Platz 55 beendete. Im März 2018 stieß sie in zwei Europacuprennen erstmals unter die besten zehn vor. Trotz fehlender Ergebnisse im Weltcup nahm sie an den Weltmeisterschaften 2019 in Åre teil und trug zum fünften Platz des französischen Teams im Mannschaftswettbewerb bei. Unmittelbar darauf gewann sie bei der Juniorenweltmeisterschaft 2019 im Fassatal die Goldmedaille in derselben Disziplin. Am 15. Dezember 2019 gelang Escané mit Rang 3 im Riesenslalom von Andalo die erste Europacup-Podestplatzierung. Den ersten Europacupsieg feierte sie am 27. Februar 2020 im Riesenslalom von Krvavec. Sie belegte den zweiten Platz in der Riesenslalomwertung (mit einem Punkt Rückstand auf Sara Rask) und sicherte sich für den nächsten Winter einen Weltcup-Fixstartplatz. Weltcuppunkte gewann sie erstmals am 16. Januar 2021, mit Platz 20 im Riesenslalom von Kranjska Gora.
Im Januar 2024 zog sich Escané beim Riesenslalom von Jasná einen Kreuzbandriss zu, wodurch sie für die restliche Saison ausfiel.

## Erfolge

### Weltmeisterschaften
- Åre 2019: 5. Mannschaftswettbewerb
- Cortina d’Ampezzo 2021: 28. Riesenslalom

### Weltcup
- 1 Platzierung unter den besten 20

### Weltcupwertungen
| Saison  | Gesamt | Gesamt | Riesenslalom | Riesenslalom |
| Saison  | Platz  | Punkte | Platz        | Punkte       |
| ------- | ------ | ------ | ------------ | ------------ |
| 2020/21 | 110.   | 11     | 47.          | 11           |

### Europacup
- Saison 2019/20: 2. Riesenslalomwertung
- Saison 2022/23: 7. Gesamtwertung, 5. Riesenslalomwertung
- Saison 2023/24: 7. Gesamtwertung, 8. Riesenslalomwertung, 9. Slalomwertung
- 11 Podestplätze, davon 5 Siege:

| Datum             | Ort       | Land       | Disziplin    |
| ----------------- | --------- | ---------- | ------------ |
| 27. Februar 2020  | Krvavec   | Slowenien  | Riesenslalom |
| 28. November 2022 | Mayrhofen | Österreich | Riesenslalom |
| 27. Januar 2023   | Vaujany   | Frankreich | Riesenslalom |
| 16. Dezember 2023 | Ahrntal   | Italien    | Slalom       |
| 8. Januar 2024    | Sestriere | Italien    | Riesenslalom |
| 9. Januar 2024    | Sestriere | Italien    | Riesenslalom |

### Juniorenweltmeisterschaften
- Åre 2017: 11. Riesenslalom
- Davos 2018: 9. Riesenslalom, 12. Super-G, 20. Kombination, 22. Abfahrt
- Fassatal 2019: 1. Mannschaftswettbewerb, 8. Riesenslalom, 19. Slalom
- Narvik 2020: 8. Riesenslalom

### Weitere Erfolge
- Europäisches Olympisches Jugendfestival 2017: 2. Riesenslalom
- 3 Podestplätze im South American Cup, davon 1 Sieg
- 11 Siege in FIS-Rennen